# Trichostema arizonicum
Trichostema arizonicum là một loài thực vật có hoa trong họ Hoa môi. Loài này được A.Gray miêu tả khoa học đầu tiên năm 1872.